# Canon EOS 1000D
Canon EOS 1000D — цифровой однообъективный зеркальный фотоаппарат начального уровня серии EOS компании Canon (В Японии EOS Kiss F, в США — EOS Rebel XS). Анонсирован 10 июня 2008 года, поступил в продажу 27 июня. В феврале 2011 у 1000D появился преемник — Canon EOS 1100D.

## Описание

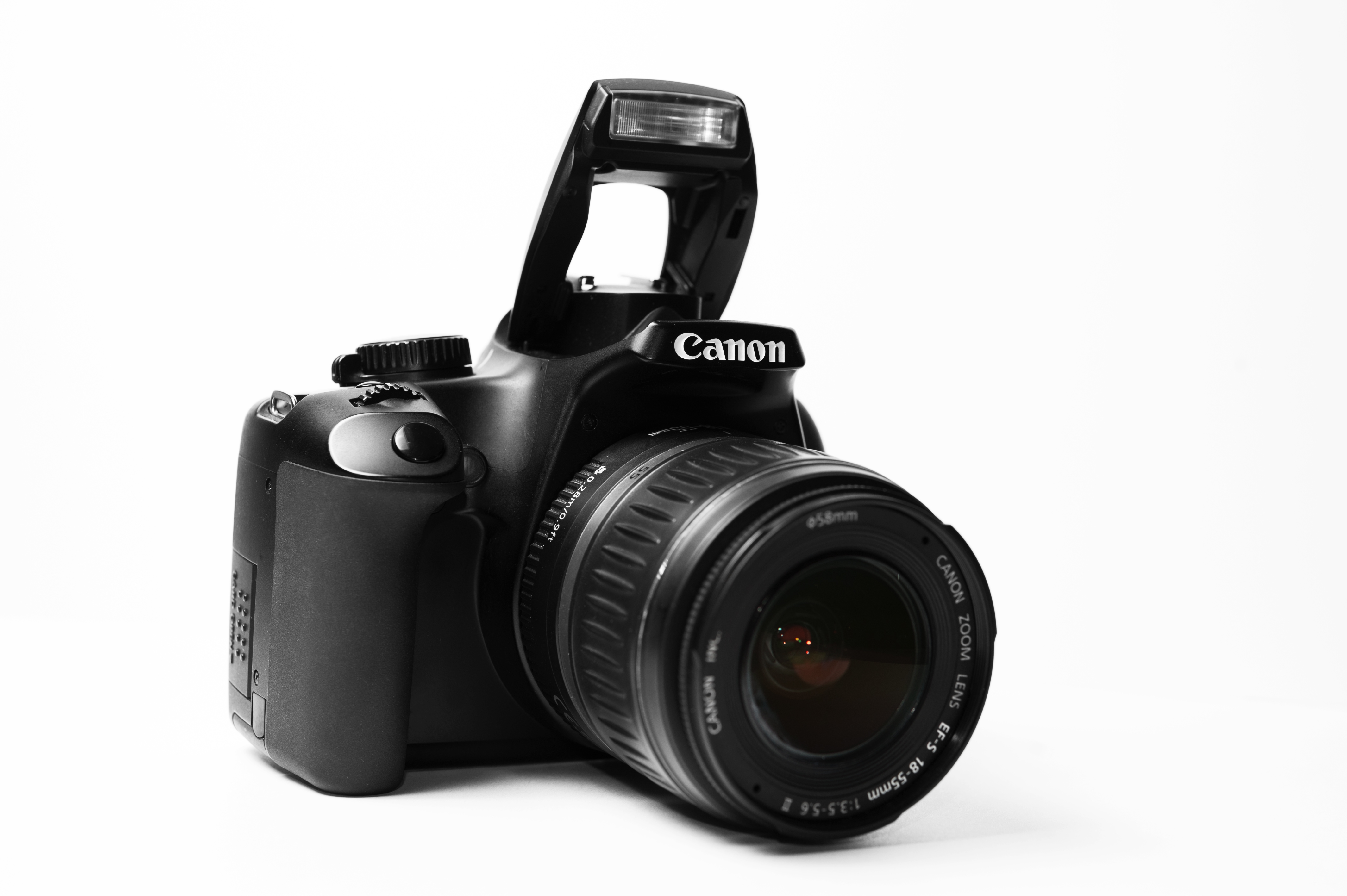
Фотоаппарат с поднятой вспышкой

Canon EOS 1000D оснащён процессором DIGIC III, имеет семь точек автофокусировки и использует карты памяти формата SD или SDHC. Камера также поддерживает возможность просмотра изображения на экране в реальном времени (LiveView).
Конкурентами на рынке фототехники являются любительские фотоаппараты Nikon D40 и Nikon D3000. Считается, что у обоих конкурентов приблизительно одинаковые характеристики, габариты и вес. Большинство фотолюбителей и новичков считают, что именно Canon EOS 1000D популяризовал зеркальные системы для любительской съёмки. Он не изобилует широким набором функций, которые, как выяснилось при большинстве опросов, вовсе не интересуют фотографов-любителей.
Фактически фотоаппарат вполне пригоден для съёмок портретов, пейзажей (с использованием широкоугольных объективов), астрофотографии или макросъёмки. Удобство также заключается в том, что данная камера способна работать абсолютно со всеми объективами EF/EF-S.
По состоянию на 2013 год, среди пользователей-любителей, использующих любительские камеры с разрешениями от 18 до 24 мегапикселей, проявилось мнение, что в силу того, что у Canon EOS 1000D разрешение всего 10 мегапикселей, данный фотоаппарат великолепно отрабатывает цифровой шум на предельных значениях светочувствительности ISO (800—1600 единиц), в то время как у более современных многомегапиксельных фотоаппаратах на данных значениях светочувствительности проявляется значительно больше цифрового шума.
По мнению множества пользователей, эта модель является одной из самых удачных зеркальных камер. Она относительно невелика, негромоздка, не много весит. Несмотря на то, что корпус сделан из пластика, он вполне прочен, фотоаппарат выживает даже после прямых падений на твёрдую поверхность (асфальт, керамическая плитка).

## Основные характеристики фотоаппарата
- Процессор DIGIC III.
- Широкоэкранный 7-точечный автофокус с центральным крестообразным сенсором.
- Форматы файлов: JPEG, RAW (12-битный).
- Серийная съёмка:
  - JPEG — до 3 кадров в секунду (не более 10 кадров в серии);
  - RAW — до 1,5 кадров в секунду (не более 5 кадров в серии)
  - RAW+JPEG — до 1,5 кадров в секунду (не более 4 кадров в серии).
- Видеовыход NTSC/PAL.
- Аккумуляторная батарея Canon LP-E5, автономная работа:
  - 450—500 спусков затвора (без использования вспышки)
  - 250—300 спусков затвора (с использованием вспышки, в 50 % случаев).

## Ссылки

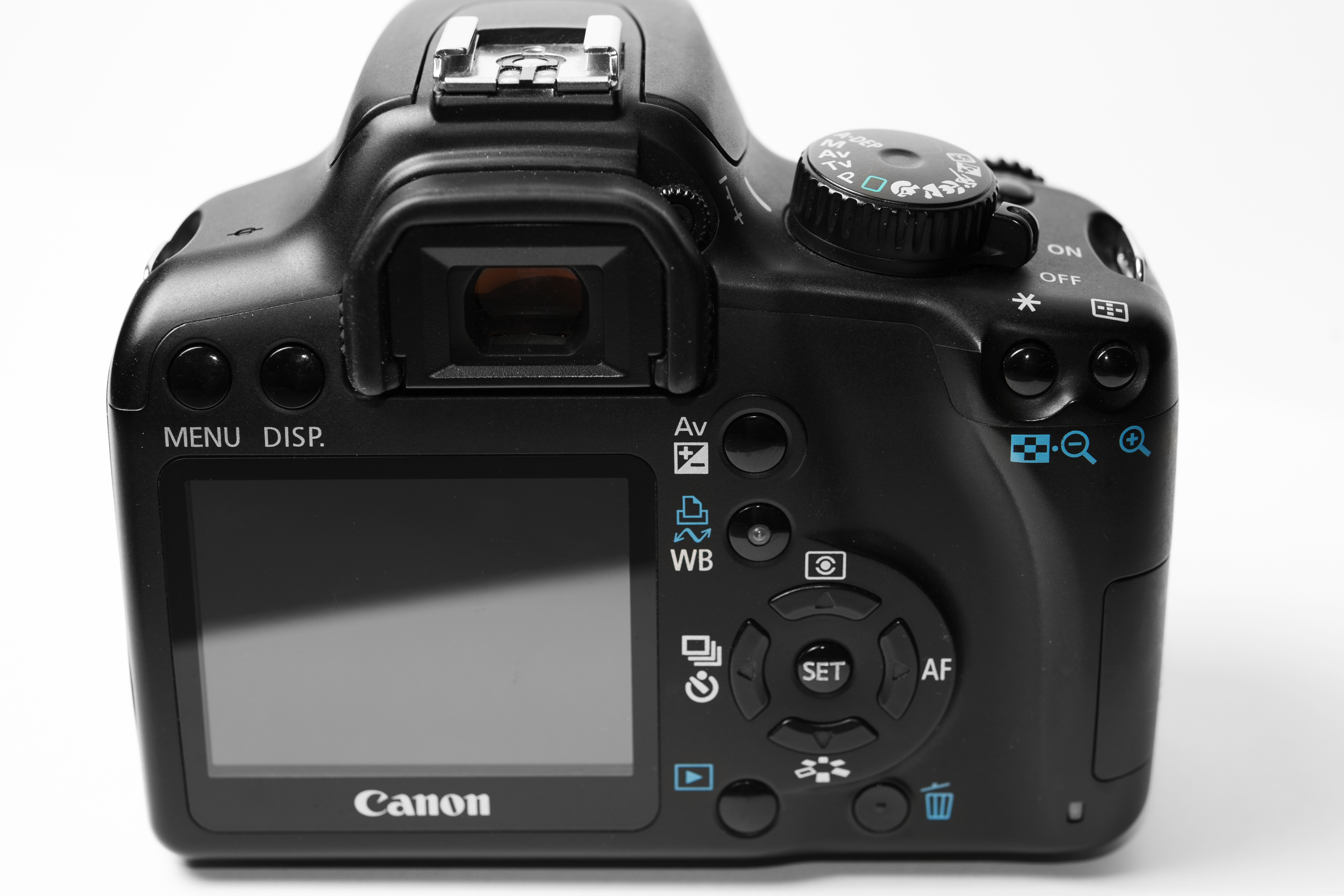
Тыльная сторона
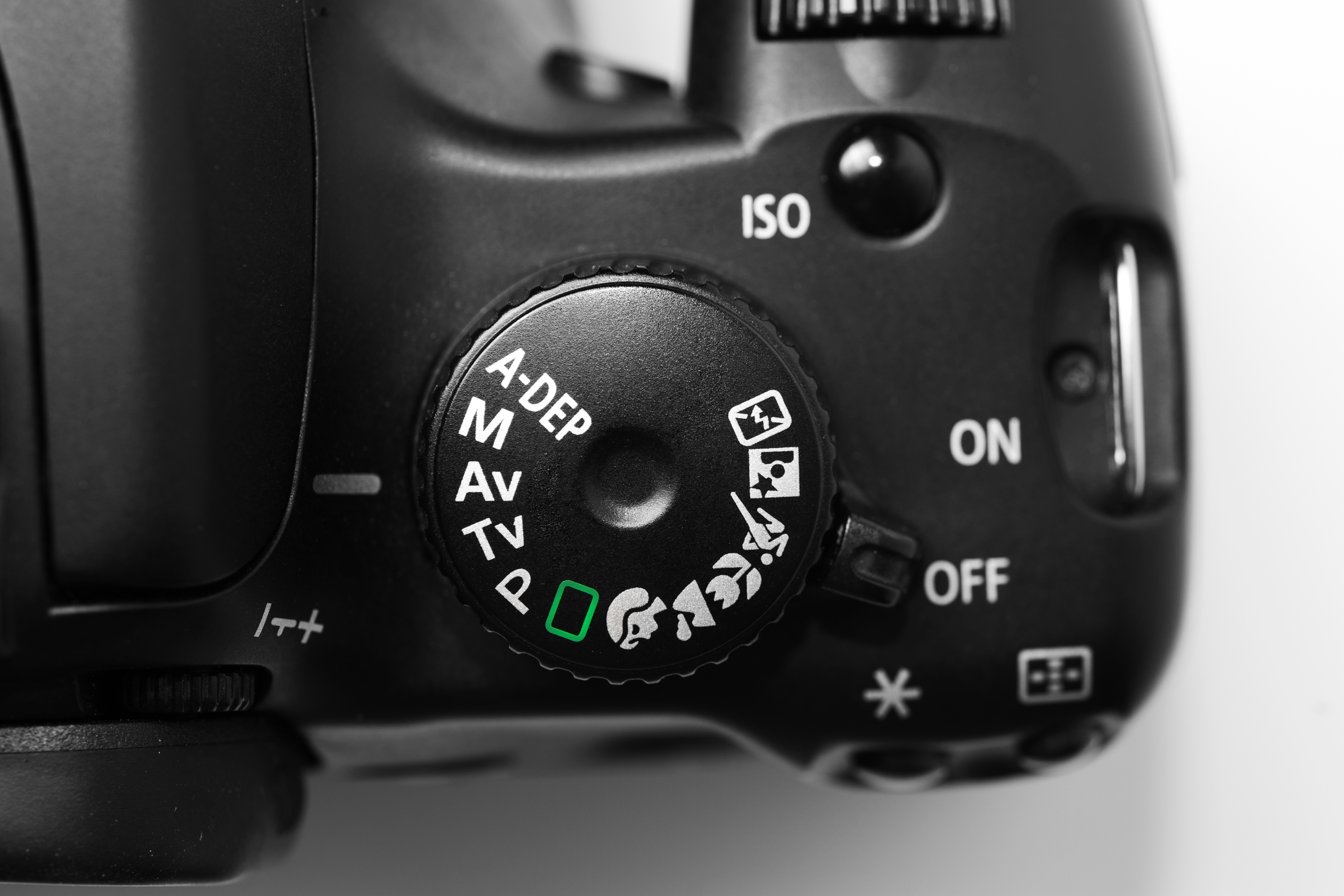
Диск режимов фотоаппарата